# Duesaigües
Duesaigües (spanisch Dos Aiguas) ist eine Gemeinde im Süden Kataloniens mit 222 Einwohnern (Stand: 2024) und liegt in der Provinz Tarragona und der Comarca Baix Camp. 

## Lage
Duesaigües liegt etwa 24 Kilometer westnordwestlich vom Stadtzentrum von Tarragona in einer Höhe von ca. 270 m.

## Bevölkerungsentwicklung
| Jahr      | 1970 | 1981 | 1991 | 2001 | 2011 | 2021 |
| Einwohner | 244  | 199  | 211  | 200  | 236  | 234  |

## Sehenswürdigkeiten

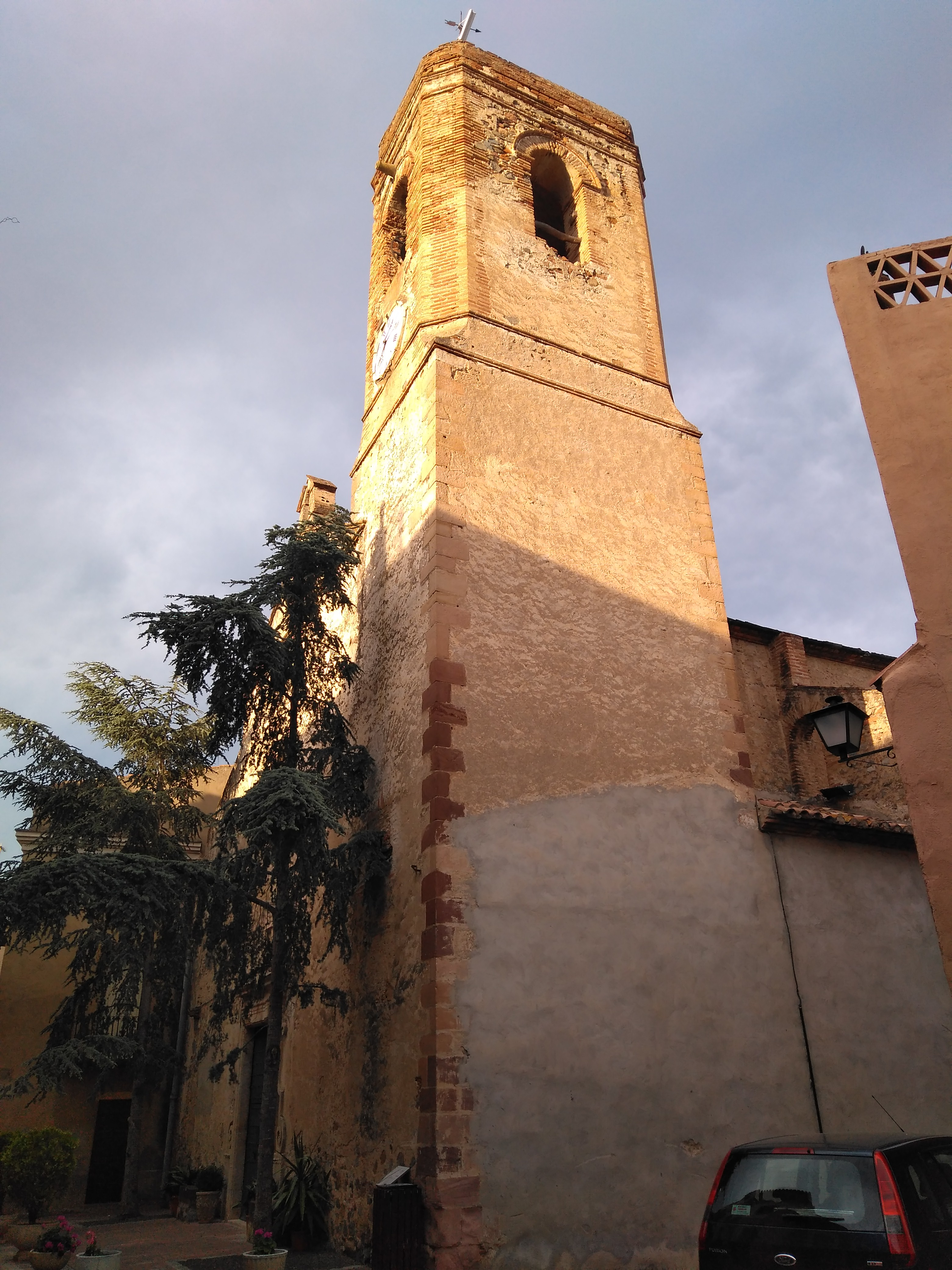
Marienkirche

- Marienkirche